# Premio T. S. Eliot
El premio T. S. Eliot de poesía (en inglés: T. S. Eliot Prize for Poetry) es un premio de poesía otorgado por la Fundación TS Eliot. Durante muchos años fue otorgado por la Poetry Book Society (PBS) "al mejor libro de poesía en inglés publicado por primera vez en el Reino Unido o Irlanda". El premio se creó en 1993 para celebrar el 40º aniversario de la PBS y en honor al poeta T. S. Eliot. Desde su inicio, el dinero del premio fue donado por la viuda de Eliot, Valerie Eliot y, más recientemente, ha sido donado por TS Eliot Estate. La Fundación TS Eliot se hizo cargo de la administración del premio en 2016, nombrando como director a Chris Holifield, anteriormente director de la Eliots' Poetry Book Society, sociedad que tuvo que ser disuelta, y cuyo club de lectura y nombre comercial fueron asumidos por la agencia de ventas de libros Inpress Ltd de Newcastle. Holifield se retiró a fines de junio de 2022, después de 20 años en el cargo, y fue reemplazado por Mike Sims. El ganador recibe £25.000 y los diez poetas preseleccionados reciben £1.500 cada uno, lo que lo convierte en el premio de poesía mejor dotado del Reino Unido.
La lista de finalistas del premio se anuncia en octubre de cada año, y los 10 poetas preseleccionados participan en las lecturas en el Royal Festival Hall del Southbank Centre de Londres la noche anterior al anuncio del premio.

## Ganadores y preseleccionados

### 1990-2000
| Año  | Autor/a               | Título                              | Editorial                      | Resultado  | Ref   |
| ---- | --------------------- | ----------------------------------- | ------------------------------ | ---------- | ----- |
| 1993 | Ciaran Carson         | First Language: Poems               | Gallery Press                  | Ganador    | [ 5 ] |
| 1993 | Moniza Alvi           | The Country at My Shoulder          | OUP / Oxford Poetry            | Finalistas | [ 5 ] |
| 1993 | Patricia Beer         | Friend of Heraclitus                | Carcanet Press                 | Finalistas | [ 5 ] |
| 1993 | Carol Ann Duffy       | Mean Time                           | Anvil Press                    | Finalistas | [ 5 ] |
| 1993 | Douglas Dunn          | Dante's Drum Kit                    | Faber &amp; Faber              | Finalistas | [ 5 ] |
| 1993 | James Fenton          | Out of Danger                       | Penguin Books                  | Finalistas | [ 5 ] |
| 1993 | Stephen Knight        | Flowering Limbs                     | Bloodaxe Books                 | Finalistas | [ 5 ] |
| 1993 | Les Murray            | Translations from the Natural World | Carcanet Press                 | Finalistas | [ 5 ] |
| 1993 | Sharon Olds           | The Father                          | Secker &amp; Warburg           | Finalistas | [ 5 ] |
| 1993 | Don Paterson          | Nil Nil                             | Faber & Faber                  | Finalistas | [ 5 ] |
| 1994 | Paul Muldoon          | The Annals of Chile                 | Faber &amp; Faber              | Ganador    | [ 5 ] |
| 1994 | John Burnside         | The Myth of the Twin                | Cape Poetry                    | Finalistas | [ 5 ] |
| 1994 | Eavan Boland          | In a Time of Violence               | Carcanet Press                 | Finalistas | [ 5 ] |
| 1994 | W. N. Herbert         | Forked Tongue                       | Bloodaxe Books                 | Finalistas | [ 5 ] |
| 1994 | Kathleen Jamie        | The Queen of Sheba                  | Bloodaxe Books                 | Finalistas | [ 5 ] |
| 1994 | Geoffrey Lehmann      | Spring Forest                       | Angus &amp; Robertson          | Finalistas | [ 5 ] |
| 1994 | Tom Paulin            | Walking a Line                      | Faber & Faber                  | Finalistas | [ 5 ] |
| 1994 | Peter Porter          | Millenial Fables                    | OUP / Oxford Poetry            | Finalistas | [ 5 ] |
| 1994 | Hugo Williams         | Dock Leaves                         | OUP / Oxford Poetry            | Finalistas | [ 5 ] |
| 1994 | Gerard Woodward       | After the Deafening                 | Chatto &amp; Windus            | Finalistas | [ 5 ] |
| 1995 | Mark Doty             | My Alexandria                       | Cape Poetry                    | Ganador    | [ 5 ] |
| 1995 | Simon Armitage        | The Dead Sea Poems                  | Faber &amp; Faber              | Finalistas | [ 5 ] |
| 1995 | Ian Duhig             | The Mersey Goldfish                 | Bloodaxe Books                 | Finalistas | [ 5 ] |
| 1995 | Michael Longley       | The Ghost Orchid                    | Cape Poetry                    | Finalistas | [ 5 ] |
| 1995 | Glyn Maxwell          | Rest for the Wicked                 | Bloodaxe Books                 | Finalistas | [ 5 ] |
| 1995 | Bernard O'Donoghue    | Gunpowder                           | Chatto & Windus                | Finalistas | [ 5 ] |
| 1995 | Katherine Pierpoint   | Truffle Beds                        | Faber & Faber                  | Finalistas | [ 5 ] |
| 1995 | Maurice Riordan       | A Word from the Loki                | Faber & Faber                  | Finalistas | [ 5 ] |
| 1995 | Jackie Wills          | Powder Tower                        | Arc Poetry                     | Finalistas | [ 5 ] |
| 1995 | Glyn Wright           | Could Have Been Funny               | Spike                          | Finalistas | [ 5 ] |
| 1996 | Les Murray            | Subhuman Redneck Poems              | Carcanet Press                 | Ganador    | [ 5 ] |
| 1996 | Ciaran Carson         | Opera Et Cetera                     | Bloodaxe Books / Gallery Press | Finalistas | [ 5 ] |
| 1996 | Maura Dooley          | Kissing A Bone                      | Bloodaxe Books                 | Finalistas | [ 5 ] |
| 1996 | John Fuller           | Stones and Fires                    | Chatto &amp; Windus            | Finalistas | [ 5 ] |
| 1996 | Seamus Heaney         | The Spirit Level                    | Faber & Faber                  | Finalistas | [ 5 ] |
| 1996 | Stephen Knight        | Dream City Cinema                   | Bloodaxe Books                 | Finalistas | [ 5 ] |
| 1996 | Adrian Mitchell       | Blue Coffee                         | Bloodaxe Books                 | Finalistas | [ 5 ] |
| 1996 | Alice Oswald          | The Thing in the Gap Stone Stile    | OUP / Oxford Poetry            | Finalistas | [ 5 ] |
| 1996 | Christopher Reid      | Expanded Universes                  | Faber & Faber                  | Finalistas | [ 5 ] |
| 1996 | Susan Wicks           | The Clever Daughter                 | Faber & Faber                  | Finalistas | [ 5 ] |
| 1997 | Don Paterson          | God's Gift to Women                 | Faber & Faber                  | Ganador    | [ 6 ] |
| 1997 | Fleur Adcock          | Looking Back                        | OUP / Oxford Poetry            | Finalistas | [ 6 ] |
| 1997 | Gillian Allnutt       | Nantucket and the Angel             | Bloodaxe Books                 | Finalistas | [ 6 ] |
| 1997 | Helen Dunmore         | Bestiary                            | Bloodaxe Books                 | Finalistas | [ 6 ] |
| 1997 | Selima Hill           | Violet                              | Bloodaxe Books                 | Finalistas | [ 6 ] |
| 1997 | Jamie McKendrick      | The Marble Fly                      | OUP / Oxford Poetry            | Finalistas | [ 6 ] |
| 1997 | Peter Reading         | Work in Regress                     | Bloodaxe Books                 | Finalistas | [ 6 ] |
| 1997 | Matthew Sweeney       | The Bridal Suite                    | Jonathan Cape                  | Finalistas | [ 6 ] |
| 1997 | Derek Walcott         | The Bounty                          | Faber & Faber                  | Finalistas | [ 6 ] |
| 1997 | John Hartley Williams | Canada                              | Bloodaxe Books                 | Finalistas | [ 6 ] |
| 1998 | Ted Hughes            | Birthday Letters                    | Faber &amp; Faber              | Ganador    | [ 6 ] |
| 1998 | Sarah Corbett         | The Red Wardrobe                    | Seren Books                    | Finalistas | [ 6 ] |
| 1998 | Fred D'Aguiar         | Bill of Rights                      | Chatto & Windus                | Finalistas | [ 6 ] |
| 1998 | David Harsent         | A Bird's Idea of Flight             | Faber & Faber                  | Finalistas | [ 6 ] |
| 1998 | Jackie Kay            | Off Colour                          | Bloodaxe Books                 | Finalistas | [ 6 ] |
| 1998 | Glyn Maxwell          | The Breakage                        | Faber & Faber                  | Finalistas | [ 6 ] |
| 1998 | Paul Muldoon          | Hay                                 | Faber & Faber                  | Finalistas | [ 6 ] |
| 1998 | Ruth Padel            | Rembrandt Would Have Loved You      | Chatto & Windus                | Finalistas | [ 6 ] |
| 1998 | Jo Shapcott           | My Life Asleep                      | OUP / Oxford Poetry            | Finalistas | [ 6 ] |
| 1998 | Ken Smith             | Wild Root                           | Bloodaxe Books                 | Finalistas | [ 6 ] |
| 1999 | Hugo Williams         | Billy's Rain                        | Faber &amp; Faber              | Ganador    | [ 6 ] |
| 1999 | Anne Carson           | Autobiografía de Rojo               | Jonathan Cape                  | Finalistas | [ 6 ] |
| 1999 | Carol Ann Duffy       | The World's Wife                    | Picador Poetry                 | Finalistas | [ 6 ] |
| 1999 | Paul Durcan           | Greetings to our Friends in Brazil  | Harvill Press                  | Finalistas | [ 6 ] |
| 1999 | Michael Hofmann       | Approximately Nowhere               | Faber & Faber                  | Finalistas | [ 6 ] |
| 1999 | Kathleen Jamie        | Jizzen                              | Picador Poetry                 | Finalistas | [ 6 ] |
| 1999 | Michael Laskey        | The Tightrope Wedding               | Smith/Doorstop                 | Finalistas | [ 6 ] |
| 1999 | Bernard O'Donoghue    | Here Nor There                      | Chatto &amp; Windus            | Finalistas | [ 6 ] |
| 1999 | Tom Paulin            | The Wind Dog                        | Faber & Faber                  | Finalistas | [ 6 ] |
| 1999 | C. K. Williams        | Repair                              | Bloodaxe Books                 | Finalistas | [ 6 ] |

### 2000-10
En 2001, la poeta canadiense Anne Carson se convirtió en la primera mujer en ganar el Premio TS Eliot.
| Año  | Autor                   | Título                                    | Editorial           | Resultado  | Ref           |
| ---- | ----------------------- | ----------------------------------------- | ------------------- | ---------- | ------------- |
| 2000 | Michael Longley         | The Weather in Japan                      | Cape Poetry         | Ganador    | [ 6 ]         |
| 2000 | John Burnside           | The Asylum Dance                          | Cape Poetry         | Finalistas | [ 6 ]         |
| 2000 | Anne Carson             | Men in the Off Hours                      | Cape Poetry         | Finalistas | [ 6 ]         |
| 2000 | Michael Donaghy         | Conjure                                   | Picador Poetry      | Finalistas | [ 6 ]         |
| 2000 | Douglas Dunn            | The Year's Afternoon                      | Faber & Faber       | Finalistas | [ 6 ]         |
| 2000 | Thom Gunn               | Boss Cupid                                | Faber & Faber       | Finalistas | [ 6 ]         |
| 2000 | Alan Jenkins            | The Drift                                 | Chatto & Windus     | Finalistas | [ 6 ]         |
| 2000 | Roddy Lumsden           | The Book of Love                          | Bloodaxe Books      | Finalistas | [ 6 ]         |
| 2000 | Anne Stevenson          | Granny Scarecrow                          | Bloodaxe Books      | Finalistas | [ 6 ]         |
| 2000 | Derek Walcott           | Tiepolo's Hound                           | Faber & Faber       | Finalistas | [ 6 ]         |
| 2001 | Anne Carson             | The Beauty of the Husband                 | Cape Poetry         | Ganador    | [ 7 ]         |
| 2001 | Gillian Allnutt         | Lintel                                    | Bloodaxe Books      | Finalistas | [ 6 ]         |
| 2001 | Charles Boyle           | The Age of Cardboard and String           | Faber &amp; Faber   | Finalistas | [ 6 ]         |
| 2001 | Seamus Heaney           | Electric Light                            | Faber & Faber       | Finalistas | [ 6 ]         |
| 2001 | Geoffrey Hill           | Speech! Speech!                           | Penguin Books       | Finalistas | [ 6 ]         |
| 2001 | Selima Hill             | Bunny                                     | Bloodaxe Books      | Finalistas | [ 6 ]         |
| 2001 | James Lasdun            | Landscape with Chainsaw                   | Cape Poetry         | Finalistas | [ 6 ]         |
| 2001 | Sean O'Brien            | Downriver                                 | Picador Poetry      | Finalistas | [ 6 ]         |
| 2001 | Pascale Petit           | The Zoo Father                            | Seren Books         | Finalistas | [ 6 ]         |
| 2001 | Michael Symmons Roberts | Burning Babylon                           | Cape Poetry         | Finalistas | [ 6 ]         |
| 2002 | Alice Oswald            | Dart                                      | Faber &amp; Faber   | Ganador    | [ 8 ]         |
| 2002 | Simon Armitage          | The Universal Home Doctor                 | Faber & Faber       | Finalistas | [ 8 ]         |
| 2002 | John Burnside           | The Light Trap                            | Jonathan Cape       | Finalistas | [ 8 ]         |
| 2002 | Paul Farley             | The Ice Age                               | Picador Poetry      | Finalistas | [ 8 ]         |
| 2002 | David Harsent           | Marriage                                  | Faber & Faber       | Finalistas | [ 8 ]         |
| 2002 | Geoffrey Hill           | The Orchards of Syon                      | Penguin Books       | Finalistas | [ 8 ]         |
| 2002 | E. A. Markham           | A Rough Climate                           | Anvil Press         | Finalistas | [ 8 ]         |
| 2002 | Sinéad Morrissey        | Between Here and There                    | Carcanet Press      | Finalistas | [ 8 ]         |
| 2002 | Paul Muldoon            | Moy Sand and Gravel                       | Faber & Faber       | Finalistas | [ 8 ]         |
| 2002 | Ruth Padel              | Voodoo Shop                               | Chatto & Windus     | Finalistas | [ 8 ]         |
| 2003 | Don Paterson            | Landing Light                             | Faber &amp; Faber   | Ganador    | [ 9 ]         |
| 2003 | Billy Collins           | Nine Horses                               | Picador Poetry      | Finalistas | [ 10 ]        |
| 2003 | John F. Deane           | Manhandling the Deity                     | Carcanet Press      | Finalistas | [ 10 ]        |
| 2003 | Ian Duhig               | The Lammas Hireling                       | Picador Poetry      | Finalistas | [ 10 ]        |
| 2003 | Lavinia Greenlaw        | Minsk                                     | Faber & Faber       | Finalistas | [ 10 ]        |
| 2003 | Jamie McKendrick        | Ink Stone                                 | Faber & Faber       | Finalistas | [ 10 ]        |
| 2003 | Bernard O'Donoghue      | Outiving                                  | Chatto & Windus     | Finalistas | [ 10 ]        |
| 2003 | Jacob Polley            | The Brink                                 | Picador Poetry      | Finalistas | [ 10 ]        |
| 2003 | Christopher Reid        | For and After                             | Faber & Faber       | Finalistas | [ 10 ]        |
| 2003 | Jean Sprackland         | Hard Water                                | Jonathan Cape       | Finalistas | [ 10 ]        |
| 2004 | George Szirtes          | Reel                                      | Bloodaxe Books      | Ganador    | [ 6 ]         |
| 2004 | Colette Bryce           | The Full Indian Rope Trick                | Picador Poetry      | Finalistas | [ 6 ]         |
| 2004 | Kathryn Gray            | The Never-Never                           | Seren Books         | Finalistas | [ 6 ]         |
| 2004 | Kathleen Jamie          | The Tree House                            | Picador Poetry      | Finalistas | [ 6 ]         |
| 2004 | Michael Longley         | Snow Water                                | Jonathan Cape       | Finalistas | [ 6 ]         |
| 2004 | Ruth Padel              | The Soho Leopard                          | Chatto & Windus     | Finalistas | [ 6 ]         |
| 2004 | Tom Paulin              | The Road to Inver                         | Faber & Faber       | Finalistas | [ 6 ]         |
| 2004 | Peter Porter            | Afterburner                               | Picador Poetry      | Finalistas | [ 6 ]         |
| 2004 | Michael Symmons Roberts | Corpus                                    | Cape Poetry         | Finalistas | [ 6 ]         |
| 2004 | John Hartley Williams   | Blues                                     | Cape Poetry         | Finalistas | [ 6 ]         |
| 2005 | Carol Ann Duffy         | Rapture                                   | Picador Poetry      | Ganador    | [ 11 ]        |
| 2005 | Polly Clark             | Take Me with You                          | Bloodaxe Books      | Finalistas | [ 11 ]        |
| 2005 | Helen Farish            | Intimates                                 | Jonathan Cape       | Finalistas | [ 11 ]        |
| 2005 | David Harsent           | Legion                                    | Faber & Faber       | Finalistas | [ 11 ]        |
| 2005 | Sinéad Morrissey        | The State of the Prisons                  | Carcanet Press      | Finalistas | [ 11 ]        |
| 2005 | Alice Oswald            | Woods etc                                 | Faber & Faber       | Finalistas | [ 11 ]        |
| 2005 | Pascale Petit           | The Huntress                              | Seren Books         | Finalistas | [ 11 ]        |
| 2005 | Sheenagh Pugh           | The Movement of Bodies                    | Seren Books         | Finalistas | [ 11 ]        |
| 2005 | John Stammers           | Stolen Love Behaviour                     | Picador Poetry      | Finalistas | [ 11 ]        |
| 2005 | Gerard Woodward         | We Were Pedestrians                       | Chatto & Windus     | Finalistas | [ 11 ]        |
| 2006 | Seamus Heaney           | District and Circle                       | Faber & Faber       | Ganador    | [ 12 ]        |
| 2006 | Simon Armitage          | Tyrannosaurus Rex versus The Corduroy Kid | Faber & Faber       | Finalistas | [ 12 ]        |
| 2006 | Paul Farley             | Tramp in Flames                           | Picador Poetry      | Finalistas | [ 12 ]        |
| 2006 | W. N. Herbert           | Bad Shaman Blues                          | Bloodaxe Books      | Finalistas | [ 12 ]        |
| 2006 | Jane Hirshfield         | After                                     | Bloodaxe Books      | Finalistas | [ 12 ]        |
| 2006 | Tim Liardet             | The Blood Choir                           | Seren Books         | Finalistas | [ 12 ]        |
| 2006 | Paul Muldoon            | Horse Latitudes                           | Faber & Faber       | Finalistas | [ 12 ]        |
| 2006 | Robin Robertson         | Swithering                                | Picador Poetry      | Finalistas | [ 12 ]        |
| 2006 | Penelope Shuttle        | Redgrove's Wife                           | Bloodaxe Books      | Finalistas | [ 12 ]        |
| 2006 | Hugo Williams           | Dear Room                                 | Faber & Faber       | Finalistas | [ 12 ]        |
| 2007 | Sean O'Brien            | The Drowned Book                          | Picador Poetry      | Ganador    | [ 13 ]        |
| 2007 | Ian Duhig               | The Speed of Dark                         | Picador Poetry      | Finalistas | [ 14 ]        |
| 2007 | Alan Gillis             | Hawks and Doves                           | Gallery Press       | Finalistas | [ 14 ]        |
| 2007 | Sophie Hannah           | Pessimism for Beginners                   | Carcanet Press      | Finalistas | [ 14 ]        |
| 2007 | Mimi Khalvati           | The Meanest Flower                        | Carcanet Press      | Finalistas | [ 14 ]        |
| 2007 | Frances Leviston        | Public Dream                              | Picador Poetry      | Finalistas | [ 14 ]        |
| 2007 | Sarah Maguire           | The Pomegranates of Kandahar              | Chatto &amp; Windus | Finalistas | [ 14 ]        |
| 2007 | Edwin Morgan            | A Book of Lives                           | Carcanet Press      | Finalistas | [ 14 ]        |
| 2007 | Fiona Sampson           | Common Prayer                             | Carcanet Press      | Finalistas | [ 14 ]        |
| 2007 | Matthew Sweeney         | Black Moon                                | Cape Poetry         | Finalistas | [ 14 ]        |
| 2008 | Jen Hadfield            | Nigh-No-Place                             | Bloodaxe Books      | Ganador    | [ 15 ]        |
| 2008 | Moniza Alvi             | Europa                                    | Bloodaxe Books      | Finalistas | [ 16 ]        |
| 2008 | Peter Bennet            | The Glass Swarm                           | Flambard Press      | Finalistas | [ 16 ]        |
| 2008 | Ciarán Carson           | For All We Know                           | Gallery Press       | Finalistas | [ 16 ]        |
| 2008 | Robert Crawford         | Full Volume                               | Jonathan Cape       | Finalistas | [ 16 ]        |
| 2008 | Maura Dooley            | Life Under Water                          | Bloodaxe Books      | Finalistas | [ 16 ]        |
| 2008 | Mark Doty               | Theories and Apparitions                  | Cape Poetry         | Finalistas | [ 16 ]        |
| 2008 | Mick Imlah              | The Lost Leader                           | Faber &amp; Faber   | Finalistas | [ 16 ]        |
| 2008 | Glyn Maxwell            | Hide Now                                  | Picador Poetry      | Finalistas | [ 16 ]        |
| 2008 | Stephen Romer           | Yellow Studio                             | Carcanet Press      | Finalistas | [ 16 ]        |
| 2009 | Philip Gross            | The Water Table                           | Bloodaxe Books      | Ganador    | [ 17 ] [ 18 ] |
| 2009 | Eiléan Ní Chuilleanáin  | The Sun-fish                              | Gallery Press       | Finalistas | [ 19 ] [ 20 ] |
| 2009 | Fred D'Aguiar           | Continental Shelf                         | Carcanet Press      | Finalistas | [ 19 ] [ 20 ] |
| 2009 | Jane Draycott           | Over                                      | Carcanet Press      | Finalistas | [ 19 ] [ 20 ] |
| 2009 | Sinéad Morrissey        | Through the Square Window                 | Carcanet Press      | Finalistas | [ 19 ] [ 20 ] |
| 2009 | Sharon Olds             | One Secret Thing                          | Cape Poetry         | Finalistas | [ 19 ] [ 20 ] |
| 2009 | Alice Oswald            | Weeds & Wild Flowers                      | Faber & Faber       | Finalistas | [ 19 ] [ 20 ] |
| 2009 | Christopher Reid        | A Scattering                              | Areté               | Finalistas | [ 19 ] [ 20 ] |
| 2009 | George Szirtes          | The Burning of the Books and Other Poems  | Bloodaxe Books      | Finalistas | [ 19 ] [ 20 ] |
| 2009 | Hugo Williams           | West End Final                            | Faber & Faber       | Finalistas | [ 19 ] [ 20 ] |

### 2010-2020
En 2011, dos nominados preseleccionados, incluida la ganadora de 2002 , Alice Oswald, retiraron sus obras como protesta contra el patrocinador.
| Año  | Autor                   | Título                                                           | Editorial                             | Resultado  | Ref           |
| ---- | ----------------------- | ---------------------------------------------------------------- | ------------------------------------- | ---------- | ------------- |
| 2010 | Derek Walcott           | White Egrets                                                     | Faber & Faber                         | Ganador    | [ 21 ]        |
| 2010 | Simon Armitage          | Seeing Stars                                                     | Faber & Faber                         | Finalistas | [ 22 ] [ 23 ] |
| 2010 | Annie Freud             | The Mirabelles                                                   | Picador Poetry                        | Finalistas | [ 22 ] [ 23 ] |
| 2010 | John Haynes             | You                                                              | Seren Books                           | Finalistas | [ 22 ] [ 23 ] |
| 2010 | Seamus Heaney           | Human Chain                                                      | Faber & Faber                         | Finalistas | [ 22 ] [ 23 ] |
| 2010 | Pascale Petit           | What the Water Gave Me                                           | Seren Books                           | Finalistas | [ 22 ] [ 23 ] |
| 2010 | Robin Robertson         | The Wrecking Light                                               | Picador Poetry                        | Finalistas | [ 22 ] [ 23 ] |
| 2010 | Fiona Sampson           | Rough Music                                                      | Carcanet Press                        | Finalistas | [ 22 ] [ 23 ] |
| 2010 | Brian Turner            | Phantom Noise                                                    | Bloodaxe Books                        | Finalistas | [ 22 ] [ 23 ] |
| 2010 | Sam Willetts            | New Light for the Old Dark                                       | Cape Poetry                           | Finalistas | [ 22 ] [ 23 ] |
| 2011 | John Burnside           | Black Cat Bone                                                   | Cape Poetry                           | Ganador    | [ 24 ]        |
| 2011 | Carol Ann Duffy         | The Bees                                                         | Picador Poetry                        | Finalistas | [ 25 ]        |
| 2011 | Leontia Flynn           | Profit and Loss                                                  | Cape Poetry                           | Finalistas | [ 25 ]        |
| 2011 | David Harsent           | Night                                                            | Faber &amp; Faber                     | Finalistas | [ 25 ]        |
| 2011 | John Kinsella           | Armour (retirado por su autor)                                   | Faber & Faber                         | Finalistas | [ 25 ]        |
| 2011 | Esther Morgan           | Grace                                                            | Bloodaxe Books                        | Finalistas | [ 25 ]        |
| 2011 | Daljit Nagra            | Tippoo Sultan's Incredible White-Man-Eating Tiger Toy-Machine!!! | Faber & Faber                         | Finalistas | [ 25 ]        |
| 2011 | Sean O'Brien            | November                                                         | Picador Poetry                        | Finalistas | [ 25 ]        |
| 2011 | Bernard O'Donoghue      | Farmer's Cross                                                   | Faber & Faber                         | Finalistas | [ 25 ]        |
| 2011 | Alice Oswald            | Memorial (retidado por su autora)                                | Faber & Faber                         | Finalistas | [ 25 ]        |
| 2012 | Sharon Olds             | Stag's Leap                                                      | Cape Poetry                           | Ganador    | [ 29 ] [ 30 ] |
| 2012 | Simon Armitage          | The Death of King Arthur                                         | Faber &amp; Faber                     | Finalistas | [ 31 ]        |
| 2012 | Sean Borodale           | Bee Journal                                                      | Cape Poetry                           | Finalistas | [ 31 ]        |
| 2012 | Gillian Clarke          | Ice                                                              | Carcanet Press                        | Finalistas | [ 31 ]        |
| 2012 | Julia Copus             | The World's Two Smallest Humans                                  | Faber & Faber                         | Finalistas | [ 31 ]        |
| 2012 | Paul Farley             | The Dark Film                                                    | Picador Poetry                        | Finalistas | [ 31 ]        |
| 2012 | Jorie Graham            | P L A C E                                                        | Carcanet Press                        | Finalistas | [ 31 ]        |
| 2012 | Kathleen Jamie          | The Overhaul                                                     | Picador Poetry                        | Finalistas | [ 31 ]        |
| 2012 | Jacob Polley            | The Havocs                                                       | Picador Poetry                        | Finalistas | [ 31 ]        |
| 2012 | Deryn Rees-Jones        | Burying the Wren                                                 | Seren Books                           | Finalistas | [ 31 ]        |
| 2013 | Sinéad Morrissey        | Parallax                                                         | Carcanet Press                        | Ganador    | [ 32 ]        |
| 2013 | Dannie Abse             | Speak, Old Parrot                                                | Hutchinson                            | Finalistas | [ 33 ] [ 34 ] |
| 2013 | Moniza Alvi             | At the Time of Partition                                         | Bloodaxe Books                        | Finalistas | [ 33 ] [ 34 ] |
| 2013 | Anne Carson             | Red Doc&gt;                                                      | Cape Poetry                           | Finalistas | [ 33 ] [ 34 ] |
| 2013 | Helen Mort              | Division Street                                                  | Chatto &amp; Windus                   | Finalistas | [ 33 ] [ 34 ] |
| 2013 | Daljit Nagra            | Ramayana: A Retelling                                            | Faber &amp; Faber                     | Finalistas | [ 33 ] [ 34 ] |
| 2013 | Maurice Riordan         | The Water Stealer                                                | Faber & Faber                         | Finalistas | [ 33 ] [ 34 ] |
| 2013 | Robin Robertson         | Hill of Doors                                                    | Picador Poetry                        | Finalistas | [ 33 ] [ 34 ] |
| 2013 | Michael Symmons Roberts | Drysalter                                                        | Cape Poetry                           | Finalistas | [ 33 ] [ 34 ] |
| 2013 | George Szirtes          | Bad Machine                                                      | Bloodaxe Books                        | Finalistas | [ 33 ] [ 34 ] |
| 2014 | David Harsent           | Fire Songs                                                       | Faber &amp; Faber                     | Ganador    | [ 35 ]        |
| 2014 | Fiona Benson            | Bright Travellers                                                | Cape Poetry                           | Finalistas | [ 36 ]        |
| 2014 | John Burnside           | All One Breath                                                   | Cape Poetry                           | Finalistas | [ 36 ]        |
| 2014 | Louise Glück            | Faithful and Virtuous Night                                      | Carcanet Press                        | Finalistas | [ 36 ]        |
| 2014 | Michael Longley         | The Stairwell                                                    | Cape Poetry                           | Finalistas | [ 36 ]        |
| 2014 | Ruth Padel              | Learning to Make an Oud in Nazareth                              | Chatto &amp; Windus                   | Finalistas | [ 36 ]        |
| 2014 | Pascale Petit           | Fauverie                                                         | Poetry Wales Press                    | Finalistas | [ 36 ]        |
| 2014 | Kevin Powers            | Letter Composed During a Lull in the Fighting                    | Little, Brown / Sceptre               | Finalistas | [ 36 ]        |
| 2014 | Arundhathi Subramaniam  | When God is a Traveller                                          | Bloodaxe Books                        | Finalistas | [ 36 ]        |
| 2014 | Hugo Williams           | I Knew the Bride                                                 | Faber & Faber                         | Finalistas | [ 36 ]        |
| 2015 | Sarah Howe              | Loop of Jade                                                     | Chatto & Windus                       | Ganador    | [ 37 ] [ 38 ] |
| 2015 | Mark Doty               | Deep Lane                                                        | Cape Poetry                           | Finalistas | [ 39 ]        |
| 2015 | Tracey Herd             | Not in This World                                                | Bloodaxe Books                        | Finalistas | [ 39 ]        |
| 2015 | Selima Hill             | Jutland                                                          | Bloodaxe Books                        | Finalistas | [ 39 ]        |
| 2015 | Tim Liardet             | The World Before Snow                                            | Carcanet Press                        | Finalistas | [ 39 ]        |
| 2015 | Les Murray              | Waiting for the Past                                             | Carcanet Press                        | Finalistas | [ 39 ]        |
| 2015 | Sean O'Brien            | The Beautiful Librarians                                         | Picador Poetry                        | Finalistas | [ 39 ]        |
| 2015 | Don Paterson            | 40 Sonnets                                                       | Faber &amp; Faber                     | Finalistas | [ 39 ]        |
| 2015 | Rebecca Perry           | Beauty/Beauty                                                    | Bloodaxe Books                        | Finalistas | [ 39 ]        |
| 2015 | Claudia Rankine         | Citizen: An American Lyric                                       | Penguin Poetry                        | Finalistas | [ 39 ]        |
| 2016 | Jacob Polley            | Jackself                                                         | Picador Poetry                        | Ganador    | [ 40 ] [ 41 ] |
| 2016 | Rachael Boast           | Void Studies                                                     | Picador Poetry                        | Finalistas | [ 42 ]        |
| 2016 | Vahni Capildeo          | Measures of Expatriation                                         | Carcanet Press                        | Finalistas | [ 42 ]        |
| 2016 | Ian Duhig               | The Blind Road-Maker                                             | Picador Poetry                        | Finalistas | [ 42 ]        |
| 2016 | J. O. Morgan            | Interference Pattern                                             | Cape Poetry                           | Finalistas | [ 42 ]        |
| 2016 | Bernard O'Donoghue      | The Seasons of Cullen Church                                     | Faber &amp; Faber                     | Finalistas | [ 42 ]        |
| 2016 | Alice Oswald            | Falling Awake                                                    | Cape Poetry                           | Finalistas | [ 42 ]        |
| 2016 | Denise Riley            | Say Something Back                                               | Picador Poetry                        | Finalistas | [ 42 ]        |
| 2016 | Ruby Robinson           | Every Little Sound                                               | Pavilion / Liverpool University Press | Finalistas | [ 42 ]        |
| 2016 | Katharine Towers        | The Remedies                                                     | Picador Poetry                        | Finalistas | [ 42 ]        |
| 2017 | Ocean Vuong             | Night Sky with Exit Wounds                                       | Cape Poetry                           | Ganador    | [ 43 ]        |
| 2017 | Tara Bergin             | The Tragic Death of Eleanor Marx                                 | Carcanet Press                        | Finalistas | [ 44 ]        |
| 2017 | Caroline Bird           | In these Days of Prohibition                                     | Carcanet Press                        | Finalistas | [ 44 ]        |
| 2017 | Douglas Dunn            | The Noise of a Fly                                               | Faber &amp; Faber                     | Finalistas | [ 44 ]        |
| 2017 | Leontia Flynn           | The Radio                                                        | Cape Poetry                           | Finalistas | [ 44 ]        |
| 2017 | Roddy Lumsden           | So Glad I'm Me                                                   | Bloodaxe Books                        | Finalistas | [ 44 ]        |
| 2017 | Michael Symmons Roberts | Mancunia                                                         | Cape Poetry                           | Finalistas | [ 44 ]        |
| 2017 | Robert Minhinnick       | Diary of the Last Man                                            | Carcanet Press                        | Finalistas | [ 44 ]        |
| 2017 | James Sheard            | The Abandoned Settlements                                        | Cape Poetry                           | Finalistas | [ 44 ]        |
| 2017 | Jacqueline Saphra       | All My Mad Mothers                                               | Nine Arches Press                     | Finalistas | [ 44 ]        |
| 2018 | Hannah Sullivan         | Three Poems                                                      | Faber &amp; Faber                     | Ganador    | [ 45 ] [ 46 ] |
| 2018 | Ailbhe Darcy            | Insistence                                                       | Bloodaxe Books                        | Finalistas | [ 47 ]        |
| 2018 | Terrance Hayes          | American Sonnets for My Past and Future Assassins                | Penguin Poetry                        | Finalistas | [ 47 ]        |
| 2018 | Zaffar Kunial           | Us                                                               | Faber & Faber                         | Finalistas | [ 47 ]        |
| 2018 | Nick Laird              | Feel Free                                                        | Faber & Faber                         | Finalistas | [ 47 ]        |
| 2018 | Fiona Moore             | The Distal Point                                                 | HappenStance                          | Finalistas | [ 47 ]        |
| 2018 | Sean O'Brien            | Europa                                                           | Picador Poetry                        | Finalistas | [ 47 ]        |
| 2018 | Phoebe Power            | Shrines of Upper Austria                                         | Carcanet Press                        | Finalistas | [ 47 ]        |
| 2018 | Richard Scott           | Soho                                                             | Faber & Faber                         | Finalistas | [ 47 ]        |
| 2018 | Tracy K. Smith          | Wade in the Water                                                | Penguin Poetry                        | Finalistas | [ 47 ]        |
| 2019 | Roger Robinson          | A Portable Paradise                                              | Peepal Tree Press                     | Ganador    | [ 48 ]        |
| 2019 | Anthony Anaxagorou      | After the Formalities                                            | Penned in the Margins                 | Finalistas | [ 49 ]        |
| 2019 | Fiona Benson            | Vertigo and Ghost                                                | Cape Poetry                           | Finalistas | [ 49 ]        |
| 2019 | Jay Bernard             | Surge                                                            | Chatto &amp; Windus                   | Finalistas | [ 49 ]        |
| 2019 | Paul Farley             | The Mizzy                                                        | Picador Poetry                        | Finalistas | [ 49 ]        |
| 2019 | Ilya Kaminsky           | Deaf Republic                                                    | Faber &amp; Faber                     | Finalistas | [ 49 ]        |
| 2019 | Sharon Olds             | Arias                                                            | Cape Poetry                           | Finalistas | [ 49 ]        |
| 2019 | Vidyan Ravinthiran      | The Million-Petalled Flower of Being Here                        | Bloodaxe Books                        | Finalistas | [ 49 ]        |
| 2019 | Deryn Rees-Jones        | Erato                                                            | Seren Books                           | Finalistas | [ 49 ]        |
| 2019 | Karen Solie             | The Caiplie Caves                                                | Picador Poetry                        | Finalistas | [ 49 ]        |

### 2020-actualidad
| Año  | Autor                   | Título                                | Editorial                                    | Resultado  | Ref           |
| ---- | ----------------------- | ------------------------------------- | -------------------------------------------- | ---------- | ------------- |
| 2020 | Bhanu Kapil             | How to Wash a Heart                   | Pavilion Poetry                              | Ganador    | [ 50 ]        |
| 2020 | Natalie Diaz            | Postcolonial Love Poem                | Faber &amp; Faber                            | Finalistas | [ 51 ]        |
| 2020 | Sasha Dugdale           | Deformations                          | Carcanet Press                               | Finalistas | [ 51 ]        |
| 2020 | Ella Frears             | Shine, Darling                        | Offord Road Books                            | Finalistas | [ 51 ]        |
| 2020 | Will Harris             | RENDANG                               | Granta Poetry                                | Finalistas | [ 51 ]        |
| 2020 | Wayne Holloway-Smith    | Love Minus Love                       | Bloodaxe Books                               | Finalistas | [ 51 ]        |
| 2020 | Daisy Lafarge           | Life Without Air                      | Granta Poetry                                | Finalistas | [ 51 ]        |
| 2020 | Glyn Maxwell            | How the Hell Are You                  | Picador Poetry                               | Finalistas | [ 51 ]        |
| 2020 | Shane McCrae            | Sometimes I Never Suffered            | Corsair Poetry                               | Finalistas | [ 51 ]        |
| 2020 | J. O. Morgan            | The Martian's Regress                 | Cape Poetry                                  | Finalistas | [ 51 ]        |
| 2021 | Joelle Taylor           | C+nto & Othered Poems                 | The Westbourne Press                         | Ganador    | [ 52 ] [ 53 ] |
| 2021 | Raymond Antrobus        | All the Names Given                   | Picador Poetry                               | Finalistas | [ 54 ]        |
| 2021 | Kayo Chingonyi          | A Blood Condition                     | Chatto &amp; Windus                          | Finalistas | [ 54 ]        |
| 2021 | Selima Hill             | Men Who Feed Pigeons                  | Bloodaxe Books                               | Finalistas | [ 54 ]        |
| 2021 | Victoria Kennefick      | Eat or We Both Starve                 | Carcanet Press                               | Finalistas | [ 54 ]        |
| 2021 | Hannah Lowe             | The Kids                              | Bloodaxe Books                               | Finalistas | [ 54 ]        |
| 2021 | Michael Symmons Roberts | Ransom                                | Cape Poetry                                  | Finalistas | [ 54 ]        |
| 2021 | Daniel Sluman           | single window                         | Nine Arches Press                            | Finalistas | [ 54 ]        |
| 2021 | Jack Underwood          | A Year in the New Life                | Faber &amp; Faber                            | Finalistas | [ 54 ]        |
| 2021 | Kevin Young             | Stones                                | Cape Poetry                                  | Finalistas | [ 54 ]        |
| 2022 | Anthony Joseph          | Sonnets for Albert                    | Bloomsbury                                   | Ganador    | [ 55 ] [ 56 ] |
| 2022 | Victoria Adukwei Bulley | Quiet                                 | Faber &amp; Faber                            | Finalistas | [ 57 ]        |
| 2022 | Fiona Benson            | Ephemeron                             | Cape Poetry                                  | Finalistas | [ 57 ]        |
| 2022 | Jemma Borg              | Wilder                                | Pavilion Poetry                              | Finalistas | [ 57 ]        |
| 2022 | Philip Gross            | The Thirteenth Angel                  | Bloodaxe Books                               | Finalistas | [ 57 ]        |
| 2022 | Zaffar Kunial           | England's Green                       | Faber &amp; Faber                            | Finalistas | [ 57 ]        |
| 2022 | Mark Pajak              | Slide                                 | Cape Poetry                                  | Finalistas | [ 57 ]        |
| 2022 | James Conor Patterson   | bandit country                        | Picador Poetry                               | Finalistas | [ 57 ]        |
| 2022 | Denise Saul             | The Room Between Us                   | Pavilion Poetry                              | Finalistas | [ 57 ]        |
| 2022 | Yomi Sode               | Manorism                              | Penguin                                      | Finalistas | [ 57 ]        |
| 2023 | Jason Allen-Paisant     | Self-Portrait as Othello              | Carcanet Press                               | Ganador    | [ 58 ]        |
| 2023 | Joe Carrick-Varty       | More Sky                              | Carcanet Press                               | Finalistas | [ 59 ]        |
| 2023 | Jane Clarke             | A Change in the Air                   | Bloodaxe Books                               | Finalistas | [ 59 ]        |
| 2023 | Kit Fan                 | The Ink Cloud Reader                  | Carcanet Press                               | Finalistas | [ 59 ]        |
| 2023 | Katie Farris            | Standing in the Forest of Being Alive | Pavilion Poetry / Liverpool University Press | Finalistas | [ 59 ]        |
| 2023 | Ishion Hutchinson       | School of Instructions                | Faber &amp; Faber                            | Finalistas | [ 59 ]        |
| 2023 | Fran Lock               | Hyena!                                | Poetry Bus Press                             | Finalistas | [ 59 ]        |
| 2023 | Eiléan Ní Chuilleanáin  | The Map of the World                  | Gallery Press                                | Finalistas | [ 59 ]        |
| 2023 | Sharon Olds             | Balladz                               | Cape Poetry                                  | Finalistas | [ 59 ]        |
| 2023 | Abigail Parry           | I Think We're Alone Now               | Bloodaxe Books                               | Finalistas | [ 59 ]        |
| 2024 | Peter Gizzi             | Fierce Elegy                          | Penguin                                      | Ganador    | [ 60 ]        |
| 2024 | Raymond Antrobus        | Signs, Music                          | Picador Poetry                               | Finalistas | [ 61 ]        |
| 2024 | Hannah Copley           | Lapwing                               | Pavilion Poetry / Liverpool University Press | Finalistas | [ 61 ]        |
| 2024 | Helen Farish            | The Penny Dropping                    | Bloodaxe Books                               | Finalistas | [ 61 ]        |
| 2024 | Gustav Parker Hibbett   | High Jump as Icarus Story             | Banshee Press                                | Finalistas | [ 61 ]        |
| 2024 | Rachel Mann             | Eleanor Among the Saints              | Carcanet Press                               | Finalistas | [ 61 ]        |
| 2024 | Gboyega Odubanjo        | Adam                                  | Faber &amp; Faber                            | Finalistas | [ 61 ]        |
| 2024 | Carl Phillips           | Scattered Snows, to the North         | Carcanet Press                               | Finalistas | [ 61 ]        |
| 2024 | Katrina Porteous        | Rhizodont                             | Bloodaxe Books                               | Finalistas | [ 61 ]        |
| 2024 | Karen McCarthy Woolf    | Top Doll                              | Dialogue Books                               | Finalistas | [ 61 ]        |

## Jurado
- 1993 – Peter Porter, Fleur Adcock, Edna Longley, Robert Crawford and John Lucas
- 1994 – Elaine Feinstein, Ciaran Carson, Robert Crawford, John Fuller and Candia McWilliam
- 1995 – James Fenton, Maura Dooley and Liz Lochhead
- 1996 – Andrew Motion, Helen Dunmore and Ruth Padel
- 1997 – Gillian Clarke, Sean O’Brien and Hugo Williams
- 1998 – Bernard O’Donoghue, Simon Armitage and Maura Dooley
- 1999 – Blake Morrison, Selima Hill and Jamie McKendrick
- 2000 – Paul Muldoon, Glyn Maxwell and Kathleen Jamie
- 2001 – John Burnside, Helen Dunmore and Maurice Riordan
- 2002 – Michael Longley, Fred D’Aguiar and Deryn Rees-Jones
- 2003 – David Harsent, Mimi Khalvati and George Szirtes
- 2004 – Douglas Dunn, Paul Farley and Carol Rumens
- 2005 – David Constantine, Kate Clanchy and Jane Draycott
- 2006 – Sophie Hannah, Gwyneth Lewis and Sean O'Brien
- 2007 – Sujata Bhatt, W. N. Herbert and Peter Porter
- 2008 – Lavinia Greenlaw, Tobias Hill and Andrew Motion
- 2009 – Simon Armitage, Colette Bryce and Penelope Shuttle
- 2010 – Bernardine Evaristo, Anne Stevenson and Michael Symmons Roberts
- 2011 – Gillian Clarke, Stephen Knight and Dennis O'Driscoll
- 2012 – Carol Ann Duffy, Michael Longley and David Morley
- 2013 – Imtiaz Dharker, Ian Duhig and Vicki Feaver
- 2014 – Sean Borodale, Helen Dunmore and Fiona Sampson
- 2015 – Kei Miller, Pascale Petit and Ahren Warner
- 2016 – Julia Copus, Ruth Padel and Alan Gillis
- 2017 – W. N. Herbert, James Lasdun and Helen Mort
- 2018 – Clare Pollard, Sinéad Morrissey and Daljit Nagra
- 2019 – John Burnside, Sarah Howe and Nick Makoha
- 2020 – Lavinia Greenlaw, Mona Arshi and Andrew McMillan
- 2021 – Glyn Maxwell, Caroline Bird and Zaffar Kunial
- 2022 – Jean Sprackland, Hannah Lowe and Roger Robinson
- 2023 – Paul Muldoon, Sasha Dugdale and Denise Saul
- 2024 – Mimi Khalvati, Anthony Joseph and Hannah Sullivan